# Aguascalientes
Ne doit pas être confondu avec Aguas Calientes.
Pour les articles homonymes, voir Aguascalientes (homonymie).
Aguascalientes est une ville mexicaine, capitale de l'État du même nom. La municipalité (municipio), située au sud de l'État, compte 814 545 habitants, soit une grande partie des 1 065 416 habitants de l'État (chiffres 2005).
Aguascalientes dispose d'un aéroport (code AITA : AGU).

## Histoire
Aguascalientes a été fondée en 1575.
Durant la révolution mexicaine, en octobre 1914, la ville héberge la souveraine convention qui a rendu son nom célèbre. Cette convention désigne Eulalio Gutiérrez comme président.

## Personnalités liées à la commune
- José de Alcíbar (en) (v. 1730-1803), peintre mexicain de la période coloniale
- Yadhira Carrillo (en) (1973-), actrice
- Dahlia de la Cerda (1985-) écrivaine, journaliste et activiste mexicaine
- José Guadalupe Posada (1852-1913), graveur et illustrateur mexicain, né à Aguascalientes
- El Azote, groupe de rock indépendant originaire d'Aguascalientes.

## Évêché
La ville et la province sont habitées à 98 % par des personnes de confession catholique.
- Diocèse d'Aguascalientes
- Cathédrale de l'Assomption

## Économie
- Usine Mercedes-Benz pour la fabrication de la Classe GLB.

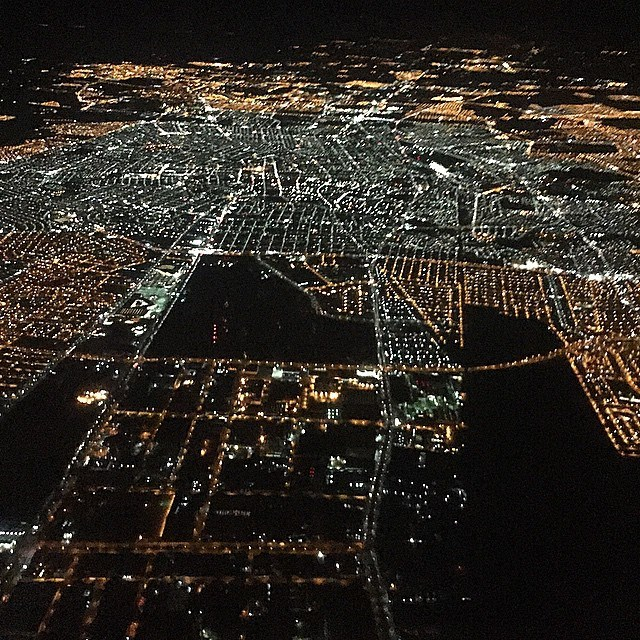
Aguascalientes vue de nuit.